# Samuel Beltz
Samuel Beltz (Hobart, 31 de agosto de 1980) es un deportista australiano que compitió en remo.
Ganó cuatro medallas en el Campeonato Mundial de Remo entre los años 2003 y 2011. Participó en dos Juegos Olímpicos de Verano, ocupando el décimo lugar en Pekín 2008 (doble scull ligero) y el cuarto en Londres 2012 (cuatro sin timonel ligero).

## Palmarés internacional
| Campeonato Mundial | Campeonato Mundial        | Campeonato Mundial | Campeonato Mundial        |
| Año                | Lugar                     | Medalla            | Prueba                    |
| ------------------ | ------------------------- | ------------------ | ------------------------- |
| 2003               | Milán (Italia)            | Medalla de plata   | Cuatro scull ligero       |
| 2004               | Bañolas (España)          | Medalla de bronce  | Ocho con timonel ligero   |
| 2010               | Cambridge (Nueva Zelanda) | Medalla de plata   | Cuatro sin timonel ligero |
| 2011               | Bled (Eslovenia)          | Medalla de oro     | Cuatro sin timonel ligero |